# Даманакис, Яннис
Яннис Даманакис (греч. Γιάννης Δαμανάκης; род. 2 февраля 1952 или 2 октября 1952, Ханья) — греческий футболист, полузащитник. Известен по игре за клуб ПАОК.

## Клубная карьера
Профессиональную карьеру начал в 1970 году начал в клубе Ханья. В 1976 году перешёл в команду ПАОК, за которую провёл 9 сезонов. Большинство времени, проведенного в составе клуба из Салоников, был основным игроком и помог в 1985 выиграть национальный чемпионат. Карьеру футболиста завершил в 1986 в составе команды Македоникос

## Карьера за сборную
Дебют за национальную сборную Греции состоялся 26 октября 1977 года в товарищеском матче против сборной Болгарии (0:0). Был включён в состав на чемпионат Европы 1980 года в Италии, где все матчи провёл на скамейке запасных. Всего Даманакис за сборную сыграл 24 матча и забил 1 гол.

### Гол за сборную
| Дата           | Место                               | Соперник  | Счёт | Результат | Турнир            |
| -------------- | ----------------------------------- | --------- | ---- | --------- | ----------------- |
| 11 ноября 1980 | Леофорос Александрас, Афины, Греция | Австралия | 1:1  | 3:3       | Товарищеский матч |

## Достижения

### ПАОК
- Чемпион Греции: 1984/85